# 888poker
888poker, precedentemente conosciuto come Pacific Poker, è un network di poker online fondato nel 2002. È la terza più grande sala da poker online più grande, e fa parte di un gruppo di marchi di intrattenimento online di proprietà di 888 Holdings plc.

## Storia
Inizialmente lanciato come Pacific Poker nel 2002, è stato successivamente rinominato 888poker. All’inizio Pacific Poker accettava tutti i giocatori del mondo, e ha subito ottenuto successo, in quanto i giocatori provenivano dal collaudato sito di casino di 888, lanciato diversi anni prima nel 1997.
Quando nel 109º Congresso degli Stati Uniti è passata la legge Unlawful Internet Gambling Enforcement Act del 2006 (UIGEA), 888poker è stato costretto a chiudere le porte ai giocatori degli Stati Uniti.
888poker è stata la prima sala da poker online a lanciare tavoli da poker in webcam, dando ai giocatori la possibilità di interagire di più e rendendo il gioco un’esperienza sempre più sociale.
In Italia, 888poker ha lanciato una versione localizzata a gennaio 2018. Il Capo della gestione, Itai Pazner, a proposito del lancio ha dichiarato: “Dopo il successo dei nostri prodotti di casino e di scommesse sportive nel mercato, offrire il nostro marchio di poker ai nostri clienti italiani è stato un passo naturale.”
888poker sponsorizza la serie televisiva German High Roller su Sport1.

## Riconoscimenti
| Award                                            | Year             |
| ------------------------------------------------ | ---------------- |
| Miglior operatore digitale, Global Gaming Awards | 2016             |
| Miglior prodotto di gaming                       | 2012             |
| Operatore dell’anno, eGR operator awards         | 2011, 2012, 2013 |
| Operatore socialmente responsabile dell’anno     | 2010             |

## Gli ambasciatori di 888poker
Alcuni giocatori di poker di alto profilo e celebrità sono ambasciatori di 888poker, tra questi ci sono Denílson de Oliveira Araújo, Dominik Nitsche, Chris Moorman, Kara Scott, Parker Tallbot, Sofia Lövgren e Vivian Saliba.
Il giocatore di calcio uruguaiano Luis Suárez si è unito a 888poker nel 2014, ma è stato allontanato dopo il violento incidente avvenuto durante la Coppa del Mondo FIFA 2014.

## Eventi

### 888poker LIVE e XL Championships Series
888poker gestisce 888poker LIVE, una serie di festival di poker che hanno luogo in tutto il mondo nel corso dell’anno. 888poker inoltre tiene tre serie online all’anno - XL Inferno, XL Eclipse e XL Blizzard, complessivamente conosciute come la rinomata XL Championships Series.

### World Series of Poker
888poker è sponsor principale e fornitore online esclusivo dei qualificatori e delle promozioni del WSOP dal 2014.

### Super High Roller Bowl
Nel 2016, 2017 e nel 2018 888poker è stato lo sponsor principale del Super High-roller Bowl di Poker Central che, con una somma di $300,000, è il secondo torneo di poker più fruttuoso.

### World Poker Tour
A novembre 2017, 888poker e World Poker Tour (WPT) hanno dato vita a una partnership, offrendo ai giocatori 888poker un nuovo, specifico canale per l’evento WPTDeepStacks a Berlino.